# 파머 엘드리치의 세 개의 성흔

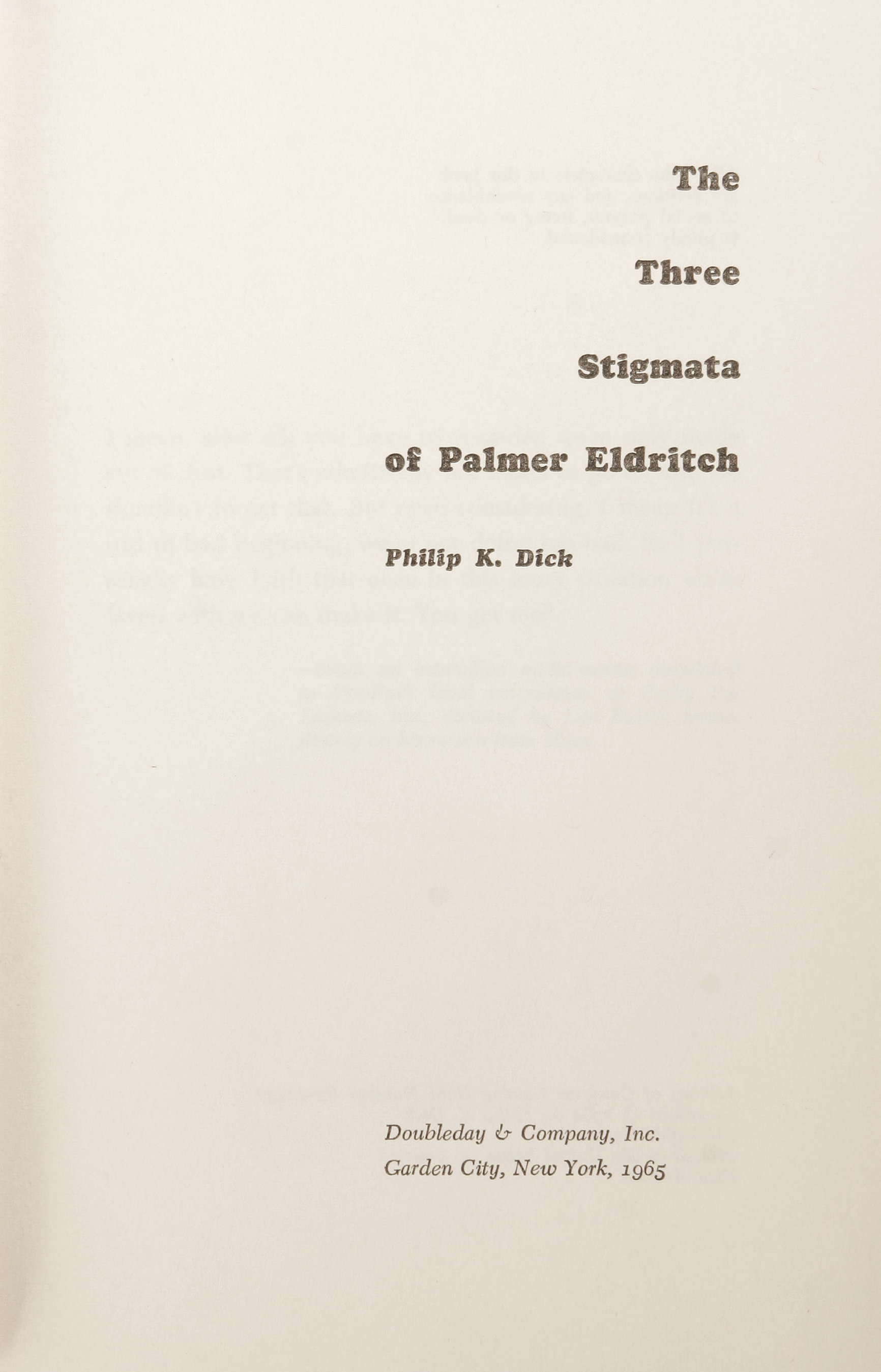

파머 엘드리치의 세 개의 성흔(The Three Stigmata of Palmer Eldritch)은 미국의 SF소설가 필립 K. 딕의 장편소설 작품이다. 대한민국에는 필립 K. 딕 걸작선의 5권으로 출간되었다. 작가의 최전성기인 1965년에 출간된 이 장편은 안드로이드는 전기양을 꿈꾸는가와 더불어 딕의 최고 걸작으로 손꼽힌다. 환경오염과 인구 폭발로 신음하는 21세기 초의 지구를 배경으로 하고 있다. 가상현실을 소재로 한 할리우드 영화 매트릭스 시리즈나 EA의 일상 시뮬레이션 게임 심즈(The Sims, 2000)의 정신적인 원류로 지목받는다.

## 줄거리
환경오염과 인구과잉으로 신음하는 21세기 초의 지구. UN의 선별적 징용법에 의해 외부 행성으로 강제 추방당한 이민자들에게는 환각제 캔-D와 바비인형을 닮은 퍼키 팻 모형 세트를 써서 과거 세계로 도피하는 게 유일한 위안이다. 그러던 어느 날, 저명한 기업가인 파머 엘드리치가 프록시마 항성계로의 긴 여행을 마치고 태양계로 생환한다. 명왕성에 불시착한 엘드리치의 우주선에는 초월적인 체험을 유발하는 정체불명의 환각제가 실려 있었다. 캔-D를 생산하는 기업의 총수 레오 뷸레로는 이 환각제에 의해 자신의 시장 독점 체제가 무너질 것을 우려한 나머지 극비리에 방해 공작에 착수하는데……